# Necmettin Erbakan
Necmettin Erbakan (Sinop, 29 oktober 1926 - Ankara, 27 februari 2011) was een Turkse politicus, ingenieur en academicus die van 1996 tot 1997 premier van Turkije was. In 1995 vormde Erbakan een coalitieregering met de secularistische Partij van het Rechte Pad (DYP) van Tansu Çiller. Hij werd door het leger onder druk gezet om af te treden als premier. Erbakan was ook meerdere keren vice-premier onder de kabinetten van Bülent Ecevit en Süleyman Demirel tussen 1974 en 1978.
Millî Görüş, de politieke ideologie en beweging gesticht door Erbakan, roept op tot versterking van de islamitische waarden in Turkije en zich af te keren van wat Erbakan als de negatieve seculiere invloed van de westerse wereld zag ten gunste van nauwere betrekkingen met moslimlanden. De politieke opvattingen van Erbakan botsten met het kernprincipe van laïcisme in Turkije. Dit leidde uiteindelijk tot zijn ontslag. Met de Millî Görüş-ideologie was Erbakan de oprichter en leider van verschillende prominente islamitische politieke partijen in Turkije van de jaren 1960 tot 2010, namelijk de Partij voor Nationale Orde (MNP), de Partij voor Nationale Redding (MSP), de Welvaartspartij (RP), de Deugdpartij (FP) en de Partij van het Geluk (SP).

## Loopbaan
Necmettin Erbakan werd geboren in 1926 in Sinop, in het noorden van Turkije. Hij studeerde af als ingenieur aan de Technische Universiteit van Istanbul en hij heeft ook in Duitsland gestudeerd. Hij was president van de Kamer van Koophandel, waar hij woordvoerder voor de conservatieve ‘small business’ was. Erbakan zocht toenadering tot de regerende Gerechtigheidspartij van Demirel, maar scheidde zich af toen de partijleiding zijn voorstel afwees om de seculiere grondwet af te schaffen. In 1969 werd hij gekozen als onafhankelijke kandidaat voor het parlement. Daarna richtte Erbakan de Partij voor Nationale Orde op, een partij op islamitische grondslag. Toen deze partij werd 
verboden, werd kort daarna de Partij voor Nationale Redding opgericht. Met deze partij nam Erbakan deel aan de coalitie van Ecevit (Republikeinse Volkspartij) en was hij vicepremier en staatssecretaris. Ook diende hij in de kabinetten van het Nationalistische Front van Demirel. In 1980 werden zowel Erbakan als Ecevit en Demirel uit de politiek verbannen, maar zeven jaar later kwam Erbakan terug als leider van de Welvaartspartij en werd hij de eerste islamistische minister-president van de Turkse Republiek. In 1998 werd hij definitief uitgesloten van het staatkundige toneel.
İsmet İnönü · Ali Fethi Okyar · Celal Bayar · Refik Saydam · Şükrü Saracoğlu · Recep Peker · Hasan Saka · Şemsettin Günaltay · Adnan Menderes · Cemal Gürsel · Suat Hayri Ürgüplü · Süleyman Demirel · Nihat Erim · Ferit Melen · Naim Talu · Bülent Ecevit · Sadi Irmak · Bülent Ulusu · Turgut Özal · Yıldırım Akbulut · Mesut Yılmaz · Tansu Çiller · Necmettin Erbakan · Abdullah Gül · Recep Tayyip Erdoğan · Ahmet Davutoğlu · Binali Yıldırım